# 一式装甲兵車
一式装甲兵車 ホキ（いっしきそうこうへいしゃ ホキ）とは、第二次世界大戦に於いて日本陸軍で使用された装甲兵員輸送車。

## 概要
1941年（皇紀2601年）に一式半装軌装甲兵車と共に制式化され、皇紀の下2桁を取って「一式」と呼ばれる。ハーフトラック形式の一式半装軌装甲兵車とは違い、全装軌式である。
生産は日野重工で行われた。ただし制式化は1941年と早いが、軍が貴重な資源や人員、予算を航空機や船舶に重点的につぎ込んだため、本格的な生産開始は1944年（昭和19年）である。量産された車両は陸軍が決戦場と定めたフィリピンに送られたが、輸送途上で米潜水艦の攻撃により、沈められたものもある。
本車の大部分は海外領土・占領地の喪失や輸送手段の欠乏により、ほとんどが内地にとどめ置かれ、本土決戦用に戦車第1連隊に配備された。
本車を含め全装軌式装甲兵車は少なくとも200輌程度が生産されたと思われる。昭和19年度～昭和20年度の生産数は合計501輌（ホハとホキの生産比率不明）であった。
姉妹車に後部の架台を物資輸送用に変更した一式装軌貨車がある。

## 登場作品
アニメ・漫画
『ガールズ&パンツァー 最終章』
第3話に知波単学園の所有車輌として、一式装軌貨車が登場。
小説
『レッドサン ブラッククロス』
日本陸軍所属として「一式装軌式兵員輸送車改」の名称で登場。カナダに派遣された部隊が装備しており、北米に侵攻したドイツ軍との戦闘に投入される。